# Psyroides ramphodes
Psyroides ramphodes là một loài bướm đêm trong họ Geometridae.